# Boschmaia mundicola
Boschmaia mundicola is een krabbezakjessoort uit de familie van de Peltogastridae. De wetenschappelijke naam van de soort is voor het eerst geldig gepubliceerd in 1958 door Reinhard.